# La mala hora
La mala hora est un roman colombien écrit en 1962 par Gabriel García Márquez. Ce livre remporta notamment le Prix national du roman en Colombie, première grande récompense de Márquez.